# 郑常
郑常（517年—579年），字子元，荥阳郡开封县（今河南省开封市祥符区）人，出自荥阳郑氏南祖，西魏、北周官员。

## 生平
郑常深入的研究学问，很有做官的称誉。大统三年（537年），郑常和父亲郑顼一同在华阳起兵，支持西魏，获授永安县开国男、辅国将军，投入宇文泰幕府担任帐内都督，参与围困金墉城和河桥之战，都有战功，升任平东将军、帅都督。大统十五年（549年），郑常承袭了父亲的爵位魏昌县开国伯，转任大都督。魏后三年（553年），郑常加号使持节、车骑大将军、仪同三司，晋爵为广饶县开国公，食邑五百户。保定三年（563年），郑常出任都督罗州诸军事、罗州刺史，仍领金州军队，在文谷路接应上庸公陆腾。建德四年（575年），郑常升任使持节、开府仪同大将军。当年年末，周武帝宇文邕进攻北齐，郑常立下战功，升任使持节、上开府，增加食邑五百户，赐姓宇文氏，同年升任使持节、督东徐州诸军事、徐州刺史。宣政元年（578年），郑常出任都督南兖州诸军事、南兖州刺史。大象元年（579年），郑常去世，虚岁六十三，朝廷赠予郑常原本的官职，加赠郢鄯陕三州诸军事、郢州刺史。大象二年一月十日（580年2月11日）归葬于荥阳某山家族旧墓。

## 神道碑和墓志
郑常的神道碑名为《周兖州刺史广饶公宇文公神道碑》，墓志名为《周大将军上开府广饶公郑常墓志铭》，都由庾信撰写，收录于《庾子山集》和《文苑英华》中。

## 家庭

### 祖父
- 郑思庆，北魏建威将军、山阳郡太守[2]

### 父亲
- 郑顼，西魏仪同三司、豫州刺史[2]

### 兄弟
- 郑师，隋朝祠部员外郎

### 子女
- 郑神符